# Грайфенберг
Грайфенберг (нем. Greifenberg) — община в Германии, в земле Бавария.
Подчиняется административному округу Верхняя Бавария. Входит в состав района Ландсберг-на-Лехе. Подчиняется управлению Шондорф ам Аммерзее. Население составляет 2167 человек (на 31 декабря 2010 года). Занимает площадь 8,21 км².
Коммуна подразделяется на 4 сельских округа.

## Население
По оценке на 31 декабря 2015 года население общины Грайфенберг составляет 2228 чел. 

| Дата      | 1840 | 1871 | 1900 | 1925 | 1939 | 1950 | 1961 | 1970 | 1987 | 2011 |
| --------- | ---- | ---- | ---- | ---- | ---- | ---- | ---- | ---- | ---- | ---- |
| Население | 278  | 299  | 318  | 407  | 423  | 774  | 726  | 830  | 1243 | 2136 |

| Год       | 1960 | 1970 | 1980 | 1990 | 2000 | 2009 | 2010 | 2011 | 2012 | 2013 | 2014 | 2015 |
| --------- | ---- | ---- | ---- | ---- | ---- | ---- | ---- | ---- | ---- | ---- | ---- | ---- |
| Население | 738  | 830  | 1015 | 1444 | 1869 | 2134 | 2167 | 2122 | 2173 | 2170 | 2194 | 2228 |